# برشت ۱۲۲۹۸
سیارک ۱۲۲۹۸ (به انگلیسی: 12298 Brecht، نامگذاری:1991PL17) دوازده هزار و دویست و نود و هشتمین سیارک کشف شده‌است که در ۶ اوت ۱۹۹۱ کشف شد.
قدر مطلق سیارک برابر ۱۴٫۴۰ است.